# Treehouse of Horror XVII
«Treehouse of Horror XVII» (рус. Маленький домик ужасов на дереве 17) — четвёртый эпизод восемнадцатого сезона мультсериала «Симпсоны», премьера которого состоялась 5 ноября 2006 года.

## Сюжет
Начало пародирует телесериал «Байки из склепа» с мистером Бернсом в роли Хранителя Склепа. Сцена начинается в темнице, где находится открытый склеп, и после волн крыс, змей, пауков и кроликов, ползущих из гроба, из него вылезает Хранитель Склепа. Он объявляет себя и своего помощника зомби Смитерса «мастерами страхомоний». Его в знак протеста прерывает связанный Мо, но его убивают с помощью железной девы, в результате чего кровь Мо скапливается в форме надписи «Treehouse of Horror XVII». Увидев это, Мо говорит: «Ой, ой! Смотрите, моя кровь гениальна. Знает римские цифры и всё такое!»

### Married to the Blob
(рус. Замужем за амёбой (в дубляже РЕН переведено «Замужем за пузырём»))
Когда Мардж и Гомер целуются, рядом с ними на землю падает метеорит, который прожигает верхушку волос Мардж. Метеорит раскалывается и внутри него оказывается зелёное липкое вещество, напоминающее расплавленный зефир. Несмотря на предупреждения семьи, Гомер съедает его (несмотря на то, что это вещество пытается уйти от Гомера). Той же ночью у Гомера бурчит живот и он съедает всю еду в доме, а после этого он съедает Снежинку V и чуть не съедает Барта, но Мардж останавливает его. Гомер становится болезненно голоден. Он спасает подростка из огня, но съедает его. Вскоре Гомер превращается в огромного толстяка, съедающего других толстяков и обезглавившего Фландерса. В конце концов к Гомеру вместе с его семьёй приходит Доктор Фил и просит его остановиться. Гомер перестаёт есть других людей, боясь потерять Мардж, и обещает ей использовать свой голод в более полезных целях. Тем временем мэр Куимби открывает приют для бездомных, но оказывается, что приюта нет и за его дверью бездомных съедает Гомер.

### You Gotta Know When to Golem
(рус. Нужно знать, где Голем)
В конце выпуска шоу Красти Барт идёт за кулисы, чтобы пожаловаться на будильник Красти, распыляющий кислоту. Там он находит Голема, существо из еврейской мифологии, выглядящее, как в фильме «Голем». Красти рассказывает, что Голем был создан в 17 веке влиятельным раввином и что он повинуется любому приказу, который написан на бумажке и положен ему в рот. Хотя Голем был создан, чтобы защищать еврейские деревни, он выполняет любые приказы: как добрые, так и злые. Он передавался из поколения в поколение и теперь работает на Красти. Барт пишет Голему, чтобы он пришёл к нему домой в полночь, что тот и делает. С тех пор Барт использует Голема в своих целях: к примеру, дёргает директора Скиннера как йо-йо, пока туловище Сеймура не отрывается от ног, или даёт Гомеру между ног через стену. Лиза думает, что Голем не любит причинять боль другим, и кидает в него бумажку с надписью «Говорить». Голем пытается реветь, потом кашляет и говорит, что он обычное существо и не любит делать отрицательные действия, а потом выплёвывает из себя свитки (в одном из них написано: «Убей царя»). Чтобы заставить его чувствовать себя лучше, Симпсоны создают Женский Голем, сделанный из пластилина Play-Doh. Големы женятся с помощью Раввина Хаймана Крастофски. Шеф Виггам хочет арестовать Голема, но Женский Голем убеждает его не выдвигать обвинения, сказав, что даст ему жареный латкес, еврейский деликатес.

### The Day the Earth Looked Stupid
(рус. День, когда Земля глупо выглядела)
30 октября 1938 года (во время Великой депрессии) население Спрингфилда обманывает Орсон Уэллс, транслируя по радио постановку книги «Война миров», в результате чего спрингфилдцы поверили в реальное вторжение инопланетян. Мардж предполагает, что марсиане убьют их, а Сайдшоу Мел предлагает притвориться животными (быть голыми и валяться в грязи). Все жители Спрингфилда, кроме Лизы, делают это два дня, пока она не находит их и не говорит им, что это была радиопостановка, после чего жители города клянутся больше никогда не верить таким шуткам. Кэнг и Кодос видят это со своего космического корабля и решают, что это идеальный момент для нападения, а затем начинают разрушать Спрингфилд. Спрингфилдцы решают, что это очередная шутка, и не верят в реальность происходящего. Орсон Уэллс приезжает в Спрингфилд и признаёт реальность инопланетного вторжения, а также просит полицию что-либо сделать, но полицейские не относится к его просьбам серьёзно. Через 3 года Кэнг и Кодос смотрят на руины Спрингфилда и обдумывают, почему их не встретили, как освободителей, поскольку они планировали освободить Землю от «оружия массового поражения» (отсылка к Войне в Ираке). В заключение показывают обломки Спрингфилда под песню The Ink Spots «I Don’t Want to Set the World on Fire».

## Интересные факты
- Сюжет первой истории является пародией на фильм ужасов «Капля».
- Сюжет второй истории основан на классическом фильме «Голем».
- Сюжет третьей истории отсылает к знаменитой радиопостановке Орсона Уэллса романа «Война миров».
- Название второго эпизода может отсылаться к строчке (англ. You got to know when to hold 'em) из песни Кенни Роджерса «The Gambler».
- Название третьего эпизода пародирует название фильма «День, когда остановилась Земля» и название эпизода Футурамы «The Day the Earth Stood Stupid».
- Песня «Baby Likes Fat» пародирует песню «Baby Got Back», которую исполнял Sir Mix-a-Lot.
- В начале третьего эпизода звучит песня «Мрачное воскресенье» в исполнении Билли Холидей.